# Campeonato de España de galgos en pista
El Campeonato de España de galgos en pista fue una competición de galgos disputada en España entre 1931 y 2005. Lo organizaba la Federación Española de Galgos.
En el campeonato en pista, los animales recorren en un canódromo un circuito ovalado persiguiendo una liebre artificial hasta llegar a la meta. La liebre, que corre por un carril electrificado, va siempre por delante de ellos, y nunca pueden darle alcance. El primero en llegar es el ganador.

## Historia
Aunque las carreras de galgos son muy populares en muchos países del mundo y en España mantiene gran vitalidad la disputa de pruebas en campo abierto (incluido su Campeonato de España correspondiente), la competición en pista prácticamente ha desaparecido.
La competición de galgos llegó a España a finales de los años 1920, procedente de las islas británicas. El primer campeonato se celebró aisladamente en 1931. Pero la prohibición de las apuestas deportivas en 1932 por el gobierno republicano cortó de cuajo la organización de carreras de este tipo, fundamentadas en gran medida en las apuestas. Aunque se permitieron las apuestas nuevamente en 1934 el campeonato oficial no se reanudó hasta pasada la Guerra Civil.
Después de varias décadas de esplendor, especialmente entre los años 1960 y los años 1980, la afición decayó enormemente. Con ello sobrevino la clausura sucesiva de los principales canódromos del país.
Después de la clausura del último canódromo de importancia (el Canódromo Meridiana de Barcelona, en 2006) por falta de afición, el Campeonato de España se dejó de organizarse hasta la fecha de hoy. Actualmente no queda ningún canódromo en activo y el deporte está virtualmente extinguido.

## Ediciones
Se disputaron un total de 65 ediciones. El campeonato se disputó por primera vez en 1931, poco después de la llegada del deporte galguero a España; pero la prohibición de las apuestas en 1932 hundió su práctica y fue cancelado. Cuando la prohibición fue levantada a finales de 1933 no dio tiempo de reorganizar el campeonato y la Guerra Civil aplazó aún más el proceso de reorganización.
A partir de 1940 se celebró con regularidad durante más de cinco décadas, con un crecimiento constante en galgos y canódromos participantes a partir de la década de los años 60 y un proceso inverso en los años 80 a medida que la afición perdía seguidores.
Entre 1994 y 1996 el campeonato se dejó de organizar por desavenencias entre la Federación Galguera y los canódromos que todavía seguían en activo. A pesar de rehacerse en 1997 el deporte siguió languideciendo por falta de público y de rentabilidad económica, hasta la cancelación del campeonato en 2005.
Salvo en la primera edición, los galgos competían adscritos a equipos formados por los canódromos en los que los perros corrían habitualmente durante la temporada. Se disputaban eliminatorias sucesivas cuyo número variaba en función del número total de galgos y de canódromos participantes.
| Ed.                      | Años | Pista                                       | Equipos | Ganador                            |
| ------------------------ | ---- | ------------------------------------------- | --- | ---------------------------------- |
| 1.ª                      | 1931 | Stadium Metropolitano de Madrid             | Se disputó por propietarios, no por equipos | Handy Ben (George Gray)            |
| 1932-1939. No se celebró |      |                                             | |                                    |
| 2.ª                      | 1940 | Canódromo Parque Sol de Baix, Barcelona     | Balear, Campo de España, Parque Sol de Baix, Sevilla, Tenerife | Costa Rica II (Campo de España)    |
| 3.ª                      | 1941 | Canódromo Barcelona, Barcelona              | Balear, Canódromo Barcelona, Parque Sol de Baix, Sevilla | Ben-Ha-Mi (Canódromo Barcelona)    |
| 4.ª                      | 1942 | Canódromo Campo de España, Las Palmas       | Balear, Campo de España, Canódromo Barcelona | Antillana (Canódromo Barcelona)    |
| 5.ª                      | 1943 | Canódromo Balear, Palma                     | Balear, Canódromo Barcelona, Parque Sol de Baix, Campo de España, Tenerife                                                                                        | Pitillo (Canódromo Barcelona)      |
| 6.ª                      | 1944 | Stadium Metropolitano de Madrid             | Balear, Campo de España, Canódromo Barcelona, Parque Sol de Baix, Metropolitano, Tenerife                                                                         | Linda Asturiana (Metropolitano)    |
| 7.ª                      | 1945 | Stadium Metropolitano de Madrid             | Balear, Barcelona, Campo de España, Metropolitano, Tenerife | Chaval (Metropolitano)             |
| 8.ª                      | 1946 | Canódromo de Santa Cruz de Tenerife         | Balear, Campo de España, Canódromo Barcelona, Metropolitano, Tenerife                                                                                             | Tizona II (Canódromo Barcelona)    |
| 9.ª                      | 1947 | Stadium Metropolitano de Madrid             | Avenida (Valencia), Balear, Barcelona, Campo de España, Metropolitano, Tenerife                                                                                   | Lamparilla II (Balear)             |
| 10.ª                     | 1948 | Canódromo Campo de España, Las Palmas       | Avenida (Valencia), Balear, Campo de España, Parque Sol de Baix, Metropolitano, Tenerife                                                                          | Lindo Canelo (Campo de España)     |
| 11.ª                     | 1949 | Canódromo Parque Sol de Baix, Barcelona     | Avenida (Valencia), Balear, Campo de España, Parque Sol de Baix, Metropolitano                                                                                    | Destino II (Parque Sol de Baix)    |
| 12.ª                     | 1950 | Stadium Metropolitano de Madrid             | Avenida (Valencia), Balear, Campo de España, Metropolitano | Columbiana (Balear)                |
| 13.ª                     | 1951 | Canódromo Balear, Palma                     | Avenida (Valencia), Balear, Campo de España | Columbiana (Campo de España)       |
| 14.ª                     | 1952 | Canódromo Campo de España, Las Palmas       | Avenida (Valencia), Balear, Campo de España | Genio (Avenida)                    |
| 15.ª                     | 1953 | Pabellón del Deporte, Barcelona             | Avenida (Valencia), Balear, Campo de España, Pabellón | Chusquela (Pabellón)               |
| 16.ª                     | 1954 | Canódromo Campo de España, Las Palmas       | Balear, Campo de España, Pabellón | Pitillera II (Campo de España)     |
| 17.ª                     | 1955 | Canódromo Las Mestas, Gijón                 | Balear, Campo de España, Loreto, Madrid, Las Mestas (Gijón), Pabellón                                                                                             | Traficante (Loreto)                |
| 18.ª                     | 1956 | Canódromo Balear, Palma                     | Balear, Loreto, Madrid, El Matacán (León), Campo de España, Pabellón                                                                                              | Granadero (Loreto)                 |
| 19.ª                     | 1957 | Canódromo Loreto, Barcelona                 | Balear, Loreto, Madrid, El Matacán (León), Campo de España, Pabellón                                                                                              | Desdémona II (Pabellón)            |
| 20.ª                     | 1958 | Pabellón del Deporte, Barcelona             | Balear, Loreto, Madrid, Campo de España, Pabellón | Numa (Pabellón)                    |
| 21.ª                     | 1959 | Canódromo Loreto, Barcelona                 | Balear, Loreto, Madrid, Campo de España, Pabellón | Teca (Pabellón)                    |
| 22.ª                     | 1960 | Canódromo Campo de España, Las Palmas       | Balear, Campo de España, Loreto, Madrid, Pabellón | Ágora (Campo de España)            |
| 23.ª                     | 1961 | Canódromo Madrileño, Madrid                 | Avenida (Valencia), Balear, Campo de España, Loreto, Madrileño, Pabellón                                                                                          | Lejanía (Loreto)                   |
| 24.ª                     | 1962 | Canódromo Madrileño, Madrid                 | Avenida (Valencia), Balear, Campo de España, Loreto, Madrileño, Pabellón                                                                                          | Pino Hermoso (Madrileño)           |
| 25.ª                     | 1963 | Canódromo Madrileño, Madrid                 | Avenida (Barcelona), Avenida (Valencia), Balear, Campo de España, Madrileño, Pabellón                                                                             | Nestal (Avenida B.)                |
| 26.ª                     | 1964 | Canódromo Madrileño, Madrid                 | Avenida (Barcelona), Avenida (Valencia), Balear, Campo de España, Madrileño, Meridiana, Pabellón                                                                  | Delator (Madrileño)                |
| 27.ª                     | 1965 | Canódromo Meridiana, Barcelona              | Avenida (Barcelona), Avenida (Valencia), Balear, Campo de España, Madrileño, Meridiana, Pabellón                                                                  | Descalabro (Madrileño)             |
| 28.ª                     | 1966 | Canódromo Nuevo Campo de España, Las Palmas | Avenida (Barcelona), Avenida (Málaga), Avenida (Valencia), Balear, Campo de España, Madrileño, Meridiana, Pabellón                                                | Desaborido (Avenida B.)            |
| 29.ª                     | 1967 | Canódromo Meridiana, Barcelona              | Avenida (Barcelona), Avenida (Málaga), Avenida (Valencia), Balear, Madrileño, Meridiana, Nuevo Campo de España, Pabellón                                          | Delator (Madrileño)                |
| 30.ª                     | 1968 | Canódromo Madrileño, Madrid                 | Avenida (Barcelona), Avenida (Málaga), Avenida (Valencia), Balear, Madrileño, Meridiana, Nuevo Campo de España, Pabellón                                          | Hidalga (Madrileño)                |
| 31.ª                     | 1969 | Canódromo Meridiana, Barcelona              | Avenida (Barcelona), Avenida (Málaga), Avenida (Valencia), Balear, Madrileño, Meridiana, Nuevo Campo de España, Pabellón                                          | Polaris II (Nuevo Campo de España) |
| 32.ª                     | 1970 | Canódromo Nuevo Campo de España, Las Palmas | Avenida (Barcelona), Avenida (Valencia), Balear, Madrileño, Meridiana, Nuevo Campo de España, Pabellón, Sevilla                                                   | Tínez (Nuevo Campo de España)      |
| 33.ª                     | 1971 | Canódromo Balear, Palma                     | Avenida (Barcelona), Avenida (Valencia), Balear, Madrileño, Meridiana, Nuevo Campo de España, Pabellón, Sevilla                                                   | Edurne (Avenida B.)                |
| 34.ª                     | 1972 | Canódromo Madrileño, Madrid                 | Avenida (Barcelona), Avenida (Valencia), Balear, Madrileño, Meridiana, Nuevo Campo de España, Pabellón, Sevilla, Turia                                            | Najera (Madrileño)                 |
| 35.ª                     | 1973 | Canódromo Meridiana, Barcelona              | Avenida (Barcelona), Avenida (Valencia), Badalona, Balear, Madrileño, Meridiana, Nuevo Campo de España, Pabellón, Sevilla, Turia                                  | Cale IX (Sevilla)                  |
| 36.ª                     | 1974 | Canódromo Turia, Masanasa                   | Avenida (Barcelona), Avenida (Valencia), Badalona, Balear, Madrileño, Meridiana, Nuevo Campo de España, Pabellón, Sevilla, Turia                                  | Definitivo (Madrileño)             |
| 37.ª                     | 1975 | Canódromo de Badalona                       | Avenida (Barcelona), Avenida (Valencia), Badalona, Balear, Madrileño, Meridiana, Nuevo Campo de España, Oviedo, Pabellón, Sevilla, Turia                          | Gandarina (Madrileño)              |
| 38.ª                     | 1976 | Canódromo de Oviedo                         | Avenida (Barcelona), Avenida (Valencia), Badalona, Balear, Madrileño, Meridiana, Nuevo Campo de España, Oviedo, Pabellón, Sevilla, Turia, Zaragoza                | Paraná (Oviedo)                    |
| 39.ª                     | 1977 | Canódromo Madrileño, Madrid                 | Avenida (Barcelona), Avenida (Valencia), Badalona, Balear, Cruz Cubierta, Madrileño, Meridiana, Nuevo Campo de España, Oviedo, Pabellón, Sevilla, Turia, Zaragoza | Guayaquil (Meridiana)              |
| 40.ª                     | 1978 | Canódromo Turia, Masanasa                   | Avenida (Barcelona), Avenida (Valencia), Badalona, Balear, Cruz Cubierta, Madrileño, Meridiana, Nuevo Campo de España, Oviedo, Pabellón, Sevilla, Turia, Zaragoza | Dasma (Meridiana)                  |
| 41.ª                     | 1979 | Canódromo Diagonal, Barcelona               | Avenida (Valencia), Badalona, Balear, Cruz Cubierta, Diagonal, Gijón, Madrileño, Meridiana, Nuevo Campo de España, Oviedo, Pabellón, Turia, Vallisoletano         | Canillejas (Badalona)              |
| 42.ª                     | 1980 | Canódromo Balear, Palma                     | Avenida (Valencia), Badalona, Balear, Canillejas, Cruz Cubierta, Diagonal, Gran Canaria, Madrileño, Meridiana, Nuevo Campo de España, Oviedo, Pabellón            | Algecireño (Oviedo)                |
| 43.ª                     | 1981 | Canódromo Gran Canaria, Las Palmas          | Badalona, Balear, Canillejas, Cruz Cubierta, Diagonal, Gran Canaria, Madrileño, Meridiana, Nuevo Campo de España, Pabellón                                        | Polvoranca (Madrileño)             |
| 44.ª                     | 1982 | Canódromo de Canillejas, Madrid             | Badalona, Balear, Canillejas, Cruz Cubierta, Diagonal, Gran Canaria, Madrileño, Meridiana, Nuevo Campo de España, Pabellón, Turia                                 | Emir (Meridiana)                   |
| 45.ª                     | 1983 | Canódromo Madrileño, Madrid                 | Badalona, Balear, Canillejas, Cruz Cubierta, Diagonal, Gran Canaria, Madrileño, Meridiana, Nuevo Campo de España, Pabellón                                        | Almirante (Meridiana)              |
| 46.ª                     | 1984 | Canódromo Meridiana, Barcelona              | Badalona, Balear, Cruz Cubierta, Diagonal, Madrileño, Meridiana, Nuevo Campo de España, Pabellón                                                                  | Fauna (Nuevo Campo de España)      |
| 47.ª                     | 1985 | Canódromo Madrileño, Madrid                 | Badalona, Balear, Canillejas, Cruz Cubierta, Madrileño, Meridiana, Nuevo Campo de España, Pabellón                                                                | El Puerto (Madrileño)              |
| 48.ª                     | 1986 | Canódromo Cruz Cubierta, Valencia           | Badalona, Balear, Canillejas, Cruz Cubierta, Madrileño, Meridiana, Pabellón                                                                                       | Furia Negra (Madrileño)            |
| 49.ª                     | 1987 | Canódromo Madrileño, Madrid                 | Badalona, Balear, Canillejas, Cruz Cubierta, Madrileño, Meridiana, Pabellón                                                                                       | La Rociera (Madrileño)             |
| 50.ª                     | 1988 | Canódromo Cruz Cubierta, Valencia           | Balear, Cruz Cubierta, Meridiana, Nuevo Campo de España, Pabellón                                                                                                 | Rayo de Plata (Cruz Cubierta)      |
| 51.ª                     | 1989 | Canódromo Balear, Palma                     | Balear, Cruz Cubierta, Meridiana, Pabellón | Gran Azor (Pabellón)               |
| 52.ª                     | 1990 | Canódromo Cruz Cubierta, Valencia           | Balear, Cruz Cubierta, Meridiana, Pabellón | Palisandro (Cruz Cubierta)         |
| 53.ª                     | 1991 | Canódromo Balear, Palma                     | Balear, Cruz Cubierta, Meridiana, Pabellón | Johnny Walker (Balear)             |
| 54.ª                     | 1992 | Canódromo Cruz Cubierta, Valencia           | Balear, Cruz Cubierta, Meridiana, Pabellón | Topacio III (Meridiana)            |
| 55.ª                     | 1993 | Canódromo Meridiana, Barcelona              | Balear, Cruz Cubierta, Meridiana, Pabellón | Sóc Diferent (Meridiana)           |
| 56.ª                     | 1994 | Canódromo Cruz Cubierta, Valencia           | Balear, Cruz Cubierta, Meridiana, Pabellón | No se celebró                      |
| 1995-1996. No se celebró |      |                                             | |                                    |
| 57.ª                     | 1997 | Canódromo Meridiana, Barcelona              | Meridiana, Pabellón | Novedad (Pabellón)                 |
| 58.ª                     | 1998 | Pabellón del Deporte, Barcelona             | Meridiana, Pabellón | Samai (Meridiana)                  |
| 59.ª                     | 1999 | Canódromo Meridiana, Barcelona              | Meridiana | Cachondo (Meridiana)               |
| 60.ª                     | 2000 | Canódromo Meridiana, Barcelona              | Meridiana | Mirona (Meridiana)                 |
| 61.ª                     | 2001 | Canódromo Meridiana, Barcelona              | Meridiana | Mortadelo (Meridiana)              |
| 62.ª                     | 2002 | Canódromo Meridiana, Barcelona              | Meridiana | Ardilla Lista (Meridiana)          |
| 63.ª                     | 2003 | Canódromo Meridiana, Barcelona              | Meridiana | Kiowa (Meridiana)                  |
| 64.ª                     | 2004 | Canódromo Meridiana, Barcelona              | Meridiana | Drinky (Meridiana)                 |
| 65.ª                     | 2005 | Canódromo Meridiana, Barcelona              | Meridiana | Drinky (Meridiana)                 |
| Desde 2006 no se celebra |      |                                             | |                                    |

## Sedes por ediciones organizadas
Los canódromos organizadores del Campeonato de España por número de ediciones organizadas fueron los siguientes:
| Canódromo                                   | Núm. | Ediciones                                                                          |
| ------------------------------------------- | ---- | ---------------------------------------------------------------------------------- |
| Canódromo Meridiana, Barcelona              | 14   | 1965, 1967, 1969, 1973, 1984, 1993, 1997, 1999, 2000, 2001, 2002, 2003, 2004, 2005 |
| Canódromo Madrileño, Madrid                 | 10   | 1961, 1962, 1963, 1964, 1968, 1972, 1977, 1983, 1985, 1987                         |
| Canódromo Balear, Palma                     | 7    | 1943, 1951, 1956, 1971, 1980, 1989, 1991                                           |
| Stadium Metropolitano de Madrid             | 5    | 1931, 1944, 1945, 1947, 1950                                                       |
| Canódromo Campo de España, Las Palmas       | 5    | 1942, 1948, 1952, 1954, 1960                                                       |
| Canódromo Cruz Cubierta, Valencia           | 5    | 1986, 1988, 1990, 1992, 1994                                                       |
| Pabellón del Deporte, Barcelona             | 3    | 1953, 1958, 1998                                                                   |
| Canódromo Parque Sol de Baix, Barcelona     | 2    | 1940, 1949                                                                         |
| Canódromo Loreto, Barcelona                 | 2    | 1957, 1959                                                                         |
| Canódromo Nuevo Campo de España, Las Palmas | 2    | 1966, 1970                                                                         |
| Canódromo Turia, Masanasa                   | 2    | 1974, 1978                                                                         |
| Canódromo Barcelona, Barcelona              | 1    | 1941                                                                               |
| Canódromo de Santa Cruz de Tenerife         | 1    | 1946                                                                               |
| Canódromo Las Mestas, Gijón                 | 1    | 1955                                                                               |
| Canódromo de Badalona                       | 1    | 1975                                                                               |
| Canódromo de Oviedo                         | 1    | 1976                                                                               |
| Canódromo Diagonal, Barcelona               | 1    | 1979                                                                               |
| Canódromo Gran Canaria, Las Palmas          | 1    | 1981                                                                               |
| Canódromo de Canillejas, Madrid             | 1    | 1982                                                                               |